# Ichthyocampus bikiniensis
Ichthyocampus bikiniensis är en fiskart som beskrevs av Earl Stannard Herald 1953. Ichthyocampus bikiniensis ingår i släktet Ichthyocampus och familjen kantnålsfiskar. Inga underarter finns listade i Catalogue of Life.